# پالایشگاه گاز پارسیان

نمایی از یک پالایشگاه

پالایشگاه پارسیان یکی از پالایشگاه‌های گاز ایران است که حدود ۹ کیلومتری شهرستان مُهر استان فارس قرار گرفته‌است و سومین پالایشگاه گاز کشور می‌باشد.

## موقعیت
این پالایشگاه در موقعیت طول ۵۸ و ۵۲ شرقی و عرض ۲۸ و ۲۷ شمالی، با ۴۲۰ متر ارتفاع از سطح دریا، در فاصلۀ ۹ کیلومتری مرکز شهرستان مُهر قرار دارد. در دشت میان آخرین رشته‌کوه‌های فلات ایران (زاگرس جنوبی) بر کنارۀ بزرگراه پارسیان مُهر قرار گرفته، تاکنون دو فاز آن به بهره‌برداری رسیده است.

## ظرفیت
بخش اول این پالایشگاه با حضور سید محمد خاتمی رئیس‌جمهور وقت در تاریخ ۲۵ شهریور ۱۳۸۲ خورشیدی با ظرفیت روزانۀ ۲۱ میلیون مترمکعب گاز و ۱۲ هزار بشکه میعانات گازی، فعالیت خود را آغاز نمود و هم‌اکنون ظرفیت اسمی تولید روزانه ۸۰٫۶ میلیون مترمکعب گاز طبیعی را داراست.
این پالایشگاه پس از پالایشگاه‌های گاز پارس جنوبی به عنوان دومین تولیدکنندۀ گاز ایران (۸٫۶ درصد گاز کشور) می‌باشد. منابع تأمین گاز پالایشگاه در حال حاضر شامل میدان‌های تابناک (۵۵ درصد)، شانول و هما (۳۵ درصد) و وراوی (۱۰ درصد) می‌باشد.

## محصولات
طراحی این پالایشگاه به منظور تصفیۀ گاز شیرین جهت تزریق به خط چهارم سراری، و همچنین تثبیت میعانات گازی می‌باشد.
به منظور انتقال گاز طبیعی تولیدی، خط لوله‌ای از پالایشگاه‌های گاز پارس جنوبی، پارسیان، جهرم، ارسنجان، اصفهان احداث شده‌است. این خط لوله علاوه‌بر تأمین بخشی از گاز مورد نیاز شمال کشور، گاز مورد نیاز شهرستان‌های جنوب استان فارس را نیز تأمین می‌کند.